# Aigialosaurus

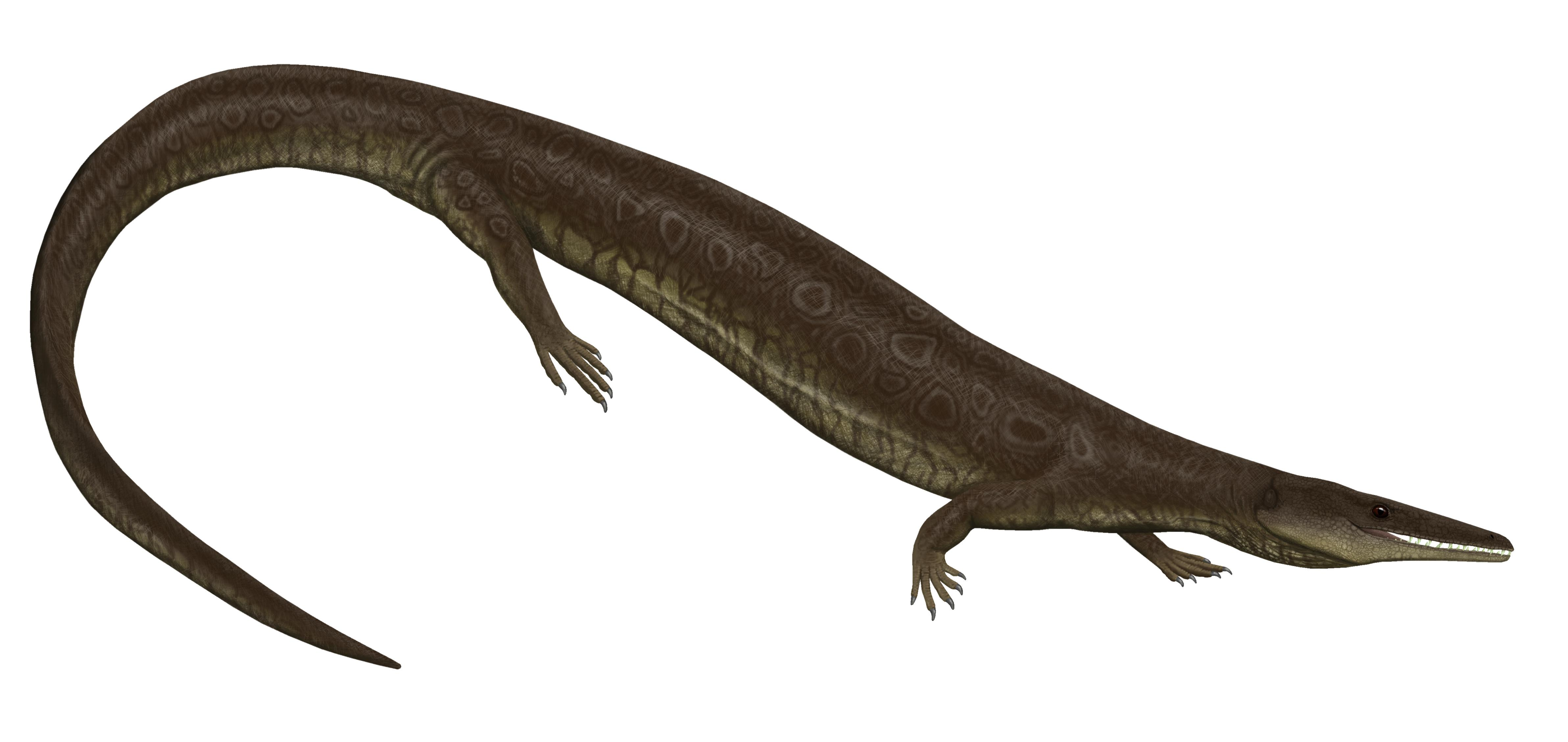
Художня реконструкція

{{#ifeq:0|0|{{#if:|{{#if:Aigialosaurusdalmaticus|[[]}}|}}}}
Aigialosaurus — викопний рід морських або напівводних ящерів пізньої крейди, який класифікується як частина родини Aigialosauridae у Mosasauroidea. Виключно знайдений у відкладеннях сеноманського віку поблизу Хвара, Хорватія, рід містить один дійсний вид, A. dalmaticus. Згідно з останніми молекулярними та морфологічними даними, Aigialosaurus є найдавнішим відомим представником лінії, що веде до великих крейдяних морських рептилій, званих мозазаврами, групи, найбільш близької до змій серед живих лускоподібних. Це була відносно невелика рептилія з повним екземпляром довжиною 65 см.
Інший примітивний мозазавроїд, Opetiosaurus, був запропонований як представник другого виду Aigialosaurus у 2009 році, «Aigialosaurus bucchichi», хоча цей висновок не був підтверджений останніми аналізами.